# Papel Marché
"Papel Marché" é uma canção de João Bosco e Capinam lançada em 1984 como o primeiro single do álbum Gagabirô. 
Seu título é um mal-escrito do papel machê, ou "papier mâché", uma massa feita de papel usada para moldar objetos, citada na canção como matéria-prima de um brinquedo ao qual o eu-lírico se compara. O título foi, posteriormente, corrigido quando do lançamento do álbum Acústico, mas vários lançamentos da música ainda trazem o título original.
A canção traz uma paisagem natural como cenário ("Cores do mar, / festa do Sol.") e mostra o eu-lírico feliz por dormir e acordar ao lado da pessoa de sua estima, se comparando a um frágil brinquedo de papel machê, digno de cuidado. Após isto, passa a descrever as cores do brinquedo ("Violeta e azul, / outro ser, / luz do querer. / Não vá desbotar, / lilás cor-do-mar, / seda cor-de-batom, / arco-íris crepom. / Nada vai desbotar.").
Há um videoclipe gravado, o qual mostra o intérprete sendo levado num carro de alto padrão até o local onde, numa seleta festa, fará um concerto. No caminho, passa por praias com palmeiras ao vento e uma paisagem noturna do mar. Lá chegando, sua banda já lhe espera, e alguns convidados da festa começam a dançar, enquanto outros apenas apreciam o show bebendo e conversando. É possível visualizar o vídeo na página oficial do diretor Farouk Salomão no YouTube.

## Recepção e Legado
A canção fez muito sucesso e ainda hoje é lembrada como uma das mais célebres de Bosco, tendo sido incluída em seus álbuns ao vivo Acústico, Na Esquina Ao Vivo e Obrigado, Gente!, além do DVD Turnê 23º Prêmio da Música Brasileira. Segundo o site Hot100Brasil, foi a 86ª canção mais executada de 1984. Seu sucesso foi, ainda, catapultado pela inclusão na trilha sonora da novela Corpo a Corpo, como tema da personagem Oscar, e pela sua regravação, ainda em 1984, por Zizi Possi, incluída no disco Dê um Rolê, também exitosa.
Vários outros cantores regravaram a canção. Em 1986, foi regravada por Raul de Souza para o álbum Viva Volta. Em 1988, Capinam, co-autor da música, lança sua própria versão no álbum O Viramundo - 21 Anos de Tropicalismo. Em 1989, o Grupo Raça inclui uma versão no álbum Tempero e Emilio Santiago lança sua interpretação da canção no disco Aquarela Brasileira 2. Em 1991, Verônica Sabino regrava a canção para o álbum Brasil Romântico. Em 2002, Rosa Passos lança sua interpretação no disco Azul. Um tributo foi, ainda, feito por Paula Toller no disco Songbook João Bosco III.

## Faixas
| 12" PROMO MIX () |                       |         |  |
| N.º              | Título                | Duração |  |
| 1.               | "Papel Marché"        | 3:19    |  |
| 2.               | "Jeitinho Brasileiro" | 4:00    |  |
| Duração total:   | Duração total:        | 7:19    |  |

## Ficha Técnica
Fonte: 
- João Bosco: voz, violão
- Cristóvão Bastos: Piano Yamaha e sintetizador Yamaha DX7
- Jamil Joanes: Baixo
- Dom Chacal: Percussão
- Teo Lima: Bateria

- Arranjos — Cristóvão Bastos